# Harry Redknapp
Henry James ("Harry") Redknapp (Londen, 2 maart 1947) is een Engels voetbaltrainer en voormalig betaald voetballer.

## Speelcarrière
Op zeventienjarige leeftijd maakte Redknapp zijn senior debuut bij de Engelse club West Ham United. Hij kreeg voetbal met de paplepel ingegoten door zijn vader, die hem altijd meenam naar wedstrijden van Arsenal. Redknapp speelde 149 wedstrijden in de zeven jaar dat hij speler van West Ham was. Hierna ging hij naar AFC Bournemouth. Hier speelde hij in vier jaar 101 wedstrijden. In 1976 keerde hij terug naar Londen toen hij aan Brentford werd verkocht. Hier beëindigde hij na drie jaar zijn spelerscarrière.

## Carrière als coach

### AFC Bournemouth
Zes jaar na zijn vertrek als speler bij Bournemouth in 1982 maakte hij zijn debuut als assistent coach bij dezelfde club. Coach David Webb verliet de club in 1983 en Redknapp wilde zijn taak overnemen maar men verkoos favoriet Don Megson boven hem. In 1984 nam hij toch de taak van coach op zich toen Don Megson na één seizoen ontslagen werd. Hij werd de succesvolste coach ooit bij de club. Hij zorgde ervoor dat er een team kwam met nieuwe jonge spelers, zoals zijn zoon Jamie. Onder Redknapp wonnen de club onder meer een FA Cup-wedstrijd tegen Manchester United FC. In het 1986-1987 seizoen haalde de club een recordaantal punten met 97. In 1990 vielen ze van de tweede terug naar de derde divisie na twee middelmatige seizoenen.
In 1990 vertrok Redknapp naar het WK in Italië. Hij belandde in een auto-ongeluk dat aan vijf mensen het leven kostte, waaronder Brian Tiler, de toenmalige voorzitter van Bournemouth. Redknapp was zwaargewond, met onder andere een schedelbreuk en een gebroken been, maar op zijn reukvermogen na herstelde hij volledig.
1991-1992 was het laatste seizoen dat Redknapp de club coachte.

### West Ham United
Het volgende seizoen was de coach aangewezen als assistent van de coach Billy Bonds van West Ham United, de club waar hij zelf debuteerde als speler. Toen Bonds problemen met de club kreeg, werd Redknapp aangesteld als vervanger.
Drie seizoenen speelde de club in de middenmoot. De fans begonnen druk uit te oefenen op Redknapp, omdat ze betere prestaties eisten. Redknapp haalde spelers als Rio Ferdinand, Joe Cole en zijn neef Frank Lampard uit de jeugdteams. The Hammers vierden hun beste seizoen ooit in 1998-1999, toen het als vijfde eindigde en mee mocht doen aan de strijd om de Intertoto Cup. Het seizoen daarop won het de Intertoto Cup en kwalificeerde de club zich voor de UEFA Cup. Hetzelfde seizoen kreeg Redknapp £18 miljoen euro aan transferinkomsten ter beschikking, maar gebruikte dit niet omdat hij vond dat er te weinig ambitie was. Op 9 mei 2001 vertrok hij nadat hij met de toenmalige voorzitter van West Ham in conflict was gekomen door enkele ondoordachte uitspraken in een fanmagazine. Hij werd opgevolgd door Glenn Roeder.

### Portsmouth
Redknapp ging terug naar de zuidkust toen hij werd aangesteld bij Portsmouth. Daarvoor sloeg hij een baan als coach bij Leicester City FC af. Hij nam bij Portsmouth de plaats van Graham Rix over. Redknapp kreeg miljoenen uit te geven dankzij clubeigenaar Milan Mandaric. Hij haalde nieuwe spelers en assistent Jim Smith binnen. 'Pompey' won daarop de eerste divisie en promoveerde naar de Premiership, waarin het de plek overnam van West Ham United. Redknapp won dat seizoen de titel 'League Managers' Association's coach van het jaar.'
Het seizoen 2002-03 werd gekenmerkt door blessures van sleutelspelers. Desondanks leidde Redknapp zijn ploeg oorspronkelijk naar de bovenste regionen van de ranglijst. De 2,5 maand die daarop volgde won het één wedstrijd. Pompey eindigde het seizoen met één verlies in tien wedstrijden, waaronder zes overwinningen en elf goals van speler Yakubu.
Velimir Zajec werd de nieuwe directeur voetbal bij de zuid Engelse club. Dit zorgde voor wrijvingen tussen Redknapp en Milan Mandaric en op 23 november 2004 verliet Harry maar ook assistent coach Jim Smith Fratton Park.

### Southampton
Redknapp werd coach bij Pompey's grootste rivaal Southampton. De Portsmouth supporters zagen deze overstap als groot verraad, sommigen doopten Harry zelfs als Judas. De verhouding tussen de rivalen aan de zuidkust werden er niet beter op.
Nadat de club dat seizoen al twee coaches ontslagen had, was het voor Redknapp moeilijk om het team te redden. In de laatste weken van het seizoen 2004-05 werden ze ook nog eens met 4-1 ingemaakt door Portsmouth FC. Hun laatste wedstrijd tegen Manchester United, die ze verloren met 2-1, zorgde ervoor dat de club degradeerde. Southampton speelde nu niet meer in de Premiership en sinds 1978 was dat niet meer gebeurd. Toch wilde coach Harry bij de club blijven, maar het volgende seizoen begon al met slechte wedstrijden die tot niets leidden. Op 3 december 2005 maakte Redknapp duidelijk dat hij wegging bij de club. Er waren alweer roddels dat hij terug wilde naar Pompey.

### Terugkeer Portsmouth
En ja, al op 7 december 2005 werd Redknapp tot coach herbenoemd. Velimir Zajec had de club verlaten en dat was een reden voor Redknapp om terug te keren, aangezien Zajec de reden was geweest voor de wrijvingen  tussen Redknapp en Mandaric. Mandaric was zeer te spreken over zijn terugkomst bij Portsmouth. Er kwam wel kritiek van de media die vond dat Redknapp met zijn heenenweergesjouw tussen de twee rivalen het beeld van het spel verziekte.
Op 2 januari 2006 kwam er een nieuwe eigenaar bij Pompey, de rus Alexandre Gaydamak. De media was onzeker of Redknapp nu nog wel coach van de club wilde blijven. Gaydamak wuifde de twijfels weg, bovendien bracht hij veel nieuw geld binnen.
25 mei 2006 verlengde de coach zijn contract met drie jaar. Dankzij Alexandre Gaydamak versterkte de club zijn eerste team met namen als Sol Campbell, topkeeper David James, oud ajaciedNwankwo Kanu, Mwaruwaru Benjani en rijzend Kroatische ster Niko Kranjčar. Begin seizoen 2006-07 stond de club zelfs even eerste, maar zakte uiteindelijk naarmate het seizoen vorderde naar de middenmoot. Ook zette de zuidkust club goede prestaties neer met een 2-1-overwinning op Manchester United en hetzelfde resultaat tegen Liverpool FC. Dankzij hun goede prestaties kon de club voor de UEFA Cup strijden, echter in hun laatste wedstrijd tegen Arsenal die met 0-0 eindigde greep Portsmouth er nét naast. Ze eindigde 9e in de Premier League. Hun hoogste plek ooit. Dat seizoen coachte Redknapp zijn 1000e wedstrijd.

### Tottenham Hotspur
Eind oktober 2008 vertrok Redknapp naar Tottenham Hotspur om daar Juande Ramos op te volgen als manager. Tottenham stond op dat moment op een degradatieplaats in de Premier League. Redknapp zorgde meteen voor een ommekeer en was al gauw geliefd bij de fans ondanks zijn moeilijke achtergrond voor een Tottenham trainer (Redknapp is al sinds zijn jeugd fan van Arsenal). Hij liet Peter Crouch, Niko Kranjčar en Jermain Defoe overkomen van zijn vorige club. Tottenham eindigde dat seizoen achtste, wat één plaats tekort was voor Europees voetbal. Redknapp trok die lijn door naar het volgende seizoen en eindigde knap 4e. Daardoor bereikte Tottenham de UEFA Champions League na voorrondes. Redknapp werd toen één keer trainer van de maand (augustus) na een sterke start. Op het einde van het seizoen werd Redknapp beloond voor zijn jaarprestatie met de trofee van Manager Van het Jaar. Het volgende seizoen (2010-2011) ging Redknapp door op zijn elan, en laat Tottenham opnieuw meestrijden voor Championsleague tickets. In deze UEFA Champions League doet Tottenham het sterk na de groepswinst in een groep met titelverdediger FC Internazionale Milano. Later schakelde het AC Milan uit. In de kwartfinale werd Tottenham kansloos uitgeschakeld tegen Real Madrid CF na 2 nederlagen (4-0 en 0-1). In de competitie hebben ze wat last van hun Championsleague resultaten. Na een dipje eindigt Tottenham 5e. Dat wil zeggen dat ze zich rechtstreeks plaatsen voor de UEFA Europa League. Daarin verloopt het in het volgende seizoen moeizaam. In een groep met Roebin Kazan Shamrock Rovers en PAOK Saloniki worden ze ondanks 10 punten uitgeschakeld. Dit in tegenstelling tot de resultaten in de competitie. Rednapp zorgde voor 3 belangrijke transfers. Emmanuel Adebayor werd gehuurd van Manchester City, Brad Friedel die overkwam van Aston Villazorgde voor een versterking in de goal, en Scott Parker verliet het gedegradeerde West Ham United voor Tottenham. Ze werden alle drie basisspelers en waren een belangrijk onderdeel voor de competitieprestaties. Na een moeizame start met 2 nederlagen tegen de clubs uit Manchester deed Tottenham mee voor de titel. Maar Manchester United en Manchester City leken nog net iets te sterk om Tottenham helemaal te laten meestrijden. Dankzij deze sterke prestaties en het ontslag van Fabio Capello was Redknapp kandidaat om bondscoach te worden van het Engels voetbalelftal. Op 14 juni 2012 maakte Tottenham Hotspur bekend afscheid te nemen van Redknapp. Een meningsverschil tussen de coach en het bestuur lagen ten grondslag hieraan.

### Queens Park Rangers
De Engelsman ondertekende op 24 november 2012 een contract tot de zomer van 2015 bij de Queens Park Rangers. Hij werd op Loftus Road de opvolger van de ontslagen Mark Hughes. Redknapp stond voor de taak de club te behoeden voor degradatie uit de Premier League. Dit lukte hem niet, maar door in het seizoen 2013-14 de play-offs van de Championship te winnen volgde na de degradatie onmiddellijk weer promotie naar het hoogste niveau. Redknapp nam op 2 februari 2015 zelf ontslag bij Queens Park Rangers vanwege gezondheidsredenen. Hij moest geopereerd worden en een kunstknie laten plaatsen.

### Birmingham City
Op 18 april 2017 accepteerde Redknapp de functie van trainer bij Birmingham City, een club uit het Championship die een dag eerder manager Gianfranco Zola ontslagen had. Bij zijn aanstelling stond de club drie punten boven de degradatiezone met nog drie wedstrijden te spelen. Redknapp gaf aan geen salaris te willen als Birmingham City zou degraderen. De eerste wedstrijd verloor hij nog van rivaal Aston Villa, maar met twee overwinningen slaagde Redknapp erin om Birmingham in het Championship te houden. Op eigen veld won zijn ploeg met 2-0 van hoogvlieger Huddersfield Town. Op de slotdag werd met 0-1 gewonnen bij Bristol City, waardoor Birmingham City behouden bleef voor het tweede niveau van het Engelse profvoetbal en Redknapp (70) zijn verblijf verlengde.
Na dertien duels kwam een einde aan zijn avontuur bij Birmingham City. De club ontsloeg Redknapp op zaterdag 16 september na een 3-1 thuisnederlaag tegen Preston North End. Het was de zesde opeenvolgende nederlaag voor de nummer 23 en  voorlaatst van de ranglijst.

## Erelijst
Als speler
 England onder 18
- UEFA EK onder 18: 1964

Als trainer
 Bournemouth
- Associate Members' Cup: 1983/84

 West Ham United
- UEFA Intertoto Cup: 1999

 Portsmouth
- Football League First Division: 2002/03
- FA Cup: 2007/08

Individueel als trainer
- Premier League Manager of the Season: 2009/10
- Premier League Manager of the Month: november 1998, april 2004, oktober 2004, maart 2005, april 2006, augustus 2009, september 2011, november 2011

## Trivia
- Redknapp staat bekend om zijn scherpe tong en vreemde quotes. Zo is er een interview bekend waar een speler een bal tegen zijn hoofd trapt, waarop Redknapp tegen de speler gaat schelden. Tijdens een wedstrijd die hij coachte bij West Ham United waren er twee meisjes die het veld op renden om een speler te knuffelen. Redknapp is de meisjes persoonlijk achterna gerend tot op de tribune toe.
- Zowel Redknapps vader als zoon heet Jamie.
- Redknapp is de vader van voormalig Engels international Jamie Redknapp.

- Redknapp heeft 3 boeken gepubliceerd: zijn autobiografie 'Always Managing'; een boek over zijn visie op de wereld met de titel 'The World According to Harry'; een boek over de geschiedenis van het voetbal genaamd 'A Man Walks On To A Pitch'.

1994: Ferguson · 1995: Dalglish · 1996–1997: Ferguson · 1998: Wenger · 1999–2000: Ferguson · 2001: Burley · 2002: Wenger · 2003: Ferguson · 2004: Wenger · 2005–2006: Mourinho · 2007–2009: Ferguson · 2010: Redknapp · 2011: Ferguson · 2012: Pardew · 2013: Ferguson · 2014: Pulis · 2015: Mourinho · 2016: Ranieri · 2017: Conte · 2018–2019: Guardiola · 2020: Klopp · 2021: Guardiola · 2022: Klopp · 2023–2024: Guardiola